# Rijnglasslak
De rijnglasslak (Vitrinobrachium breve) is een slakkensoort uit de familie van de Vitrinidae. De wetenschappelijke naam van de soort werd in 1821 voor het eerst geldig gepubliceerd door André Étienne d'Audebert de Férussac. Volwassen dieren kunnen het zachte lichaam niet meer terugtrekken in het kleine slakkenhuisje.

## Beschrijving
De rechtsgewonden huisje is zeer plat en oorvormig. Het heeft een breedte van 5 tot 5,5 mm. Het heeft 1¾ tot 2 windingen die licht convex zijn aan de bovenkant en van elkaar gescheiden door een platte hechting. De laatste winding heeft ongeveer twee derde van de totale diameter bij de mond in het topaanzicht. De huidnaad aan de onderzijde en de aszijde is zeer duidelijk afgebakend. Het strekt zich naar binnen uit naar de basis van de windingas. Er is geen navel. De mond is groot, eivormig en staat erg schuin ten opzichte van de werveling. De bovenrand is iets concaaf na de bevestiging aan de vorige winding. De mondrand is recht en breekbaar.
De schaal van het huisje is dun en kwetsbaar. Het is lichtgroen van kleur en zeer doorschijnend. Het oppervlak van de schelp is zeer fijn golvend gestreept en glanzend. De embryonale schelp is melkachtig ondoorzichtig en glad met talloze kleine groefjes die in spiraalvormige rijen zijn gerangschikt.
Het zachte lichaam is donkergrijs of zwart en meet 10 tot 14 mm lang en is veel te groot om zich nog in het huisje te kunnen terugtrekken. De mantel is erg groot en strekt zich uit voor de schelprand tot aan de basis van de oculair. De mantelkwab bereikt en bedekt de top van de schelp; het is relatief groot. De ademopening is een rechte spleet.

### Vergelijkbare soorten
Bij Vitrinobrachium tridentinum is de top van de schelp vlakker, zijn de eerste windingen strakker opgerold en is de topwinding breder bij de mond. Er zijn wat meer windingen. Vitrinobrachium baccettii verschilt bijna alleen in het genitale apparaat.

## Geografische verspreiding en leefgebied
Het verspreidingsgebied strekt zich uit van de noordelijke Alpen tot Zuid-Duitsland en Tsjechië. In het Rijndal richting Nederland. Er zijn ook geïsoleerde afzettingen ten westen van Ansbach en in Zuid-Beieren (Isar-vallei). Voorvallen in de buurt van Görlitz (Saksen) en in Mecklenburg-Vorpommern worden uitgelegd als antropogeen. De afzettingen in de Zuidelijke Alpen worden gescheiden door de Alpenhoofdkam. Deze afzetting strekt zich uit tot in Toscane. De soort komt voor van de vlaktes tot de bergachtige regio, meestal tussen 300 en 700 meter. Ze zijn vrij zeldzaam boven 1000 meter boven zeeniveau. In Zuid-Zwitserland stijgt het tot 1500 meter boven de zeespiegel.
De dieren leven in vochtige, lichte loofbossen, vooral alluviale bossen met mossen, of diepe grond onder stenen of op rotsachtige grond. Inmiddels zijn ze ook antropogeen verspreid naar gecultiveerde gronden zoals tuinen en parken.